# Tartaruga-oliva
A tartaruga-oliva, tartaruga-olivácea ou tartaruga-marinha-olivácea (nome científico: Lepidochelys olivacea) é uma das espécies de tartaruga-marinha (família dos quelonídeos) de menores dimensões, podendo chegar a 72 cm de carapaça e pesando menos de 50 quilos. Ganhou este nome por causa da cor de azeitona da sua carapaça em forma de coração, a qual é composta por cinco a nove pares de placas laterais ossificadas. É uma espécie carnívora, e tem uma dieta à base de moluscos, peixes, crustáceos, briozoários, tunicados e plantas aquáticas. A reprodução dura cerca de 42 dias, altura em que são postos uma média de 101 ovos em ninhos, enterrados na areia. São mais encontradas entre os oceanos Pacífico e Índico, podendo, e no oceano Atlântico  ocorrem no Sul, centro e na costa oeste da África. Esta tartaruga e a tartaruga-de-kemp são conhecidas por seus eventos massivos de postura de ninhos, conhecido como arribadas, onde milhares de fêmeas se reúnem na mesma praia para desovar.

## Taxonomia
A tartaruga-oliva foi descrita pela primeira vez como Testudo mydas minor por Georg Adolf Suckow em 1798. Mais tarde foi descrita e nomeado Chelonia multiscutata por Heinrich Kuhl em 1820. Ainda mais tarde, foi descrita e nomeada como Chelonia olivacea por Johann Friedrich von Eschscholtz em 1829. A espécie foi colocada no subgênero Lepidochelys por Leopold Fitzinger em 1843. O nome genérico, Lepidochelys, é derivado das palavras gregas lepidos, que significa escama, e chelys, que se traduz em tartaruga. Isso poderia ser uma referência aos escudos costais supranumerários característicos deste gênero. A etimologia do nome vernáculo "oliva" é um pouco mais fácil de resolver, pois sua carapaça é de cor verde-oliva. Lepidochelys é o único gênero de tartarugas marinhas que contém mais de uma espécie existente: L. olivacea e a intimamente relacionada L. kempii.

## Descrição
Crescendo até cerca 72 centímetros de comprimento de carapaça (medido ao longo da curva), a tartaruga-oliva recebe seu nome comum por sua carapaça verde-oliva, que tem forma de coração arredondada. Machos e fêmeas crescem até o mesmo tamanho, mas as fêmeas têm uma carapaça ligeiramente mais abaulada que os machos. A carapaça tem quatro pares de escudos inframarginais com poros, dois pares de pré-frontais e até nove escudos laterais de cada lado. A tartaruga-oliva é a única tartaruga que pode ter contagens de escudos laterais variáveis e assimétricas, variando de cinco a nove placas de cada lado, sendo seis a oito as mais comumente observadas. Sua carapaça é achatada dorsalmente e mais alta anteriormente. Ela tem uma cabeça larga de tamanho médio que parece triangular de cima. Os lados côncavos da cabeça são mais evidentes na parte superior do focinho curto. Tem membros anteriores em forma de remo, cada um com duas garras anteriores. As partes superiores são verde-acinzentadas a verde-oliva, mas às vezes parecem avermelhadas devido ao crescimento de algas. A ponte e o plastrão de um adulto variam de branco esverdeado em indivíduos mais jovens a um amarelo cremoso em espécimes mais velhos (sendo a idade máxima de até 50 anos).
Os filhotes são cinza escuro com uma cicatriz clara da gema, mas parecem todos pretos quando molhados. O comprimento da carapaça dos filhotes varia de 37 a 50 milímetros. Uma linha fina e branca delimita a carapaça, bem como a borda posterior das nadadeiras anteriores e posteriores. Tanto os filhotes quanto os juvenis têm escudos marginais posteriores serrilhados, que se tornam lisos com a idade. Os juvenis também têm três quilhas dorsais; a quilha longitudinal central confere às tartarugas mais jovens um perfil serrilhado, que permanece até atingir a maturidade sexual. A tartaruga marinha verde-oliva raramente pesa mais de 50 quilos (110 libras). Adultos em um estudo de Oaxaca, México, variaram de 25 a 46 quilos; as fêmeas adultas pesavam em média 35,45 quilos (n = 58), enquanto os machos adultos pesavam menos, com média de 33 quilos (n = 17). Filhotes geralmente pesam entre 12 e 23,3 gramas. Os adultos são sexualmente dimórficos. O macho tem uma cauda mais longa e grossa, usada à cópula, e a garras alargadas forma de gancho nas nadadeiras dianteiras, que permitem que agarre a carapaça da fêmea durante a cópula. O macho também tem uma carapaça mais longa e afilada do que a fêmea, que tem uma carapaça arredondada e em forma de cúpula. O macho possui um plastrão mais côncavo, que pode ser outra adaptação para o acasalamento. O plastrão do macho também pode ser mais macio que o da fêmea.

## Distribuição

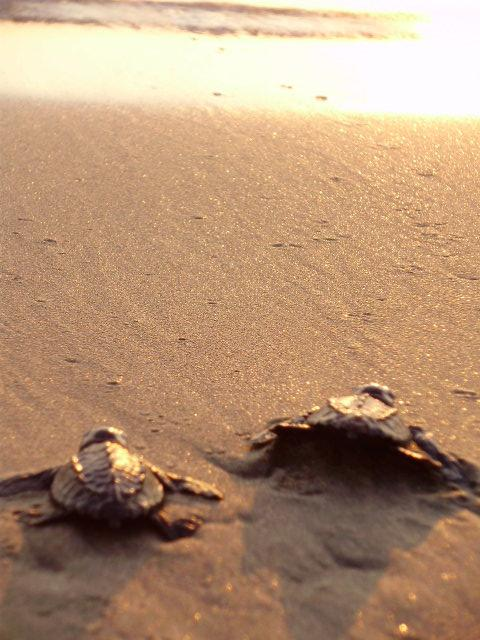
Dois filhotes se movendo ao oceano após serem libertados de um local de conservação em Puerto Vallarta, México

A tartaruga-oliva tem uma distribuição circumtropical, vivendo em águas tropicais e quentes dos oceanos Pacífico e Índico da Índia, Arábia, Japão e Micronésia, ao sul da África, Austrália e Nova Zelândia. No Oceano Atlântico, foi observado na costa ocidental da África e nas costas do norte do Brasil, Suriname, Guiana, Guiana Francesa e Venezuela. Além disso, foi registrada no Mar do Caribe até o norte de Porto Rico. Em sua aparição mais setentrional em novembro de 2016, uma fêmea foi encontrada viva em uma praia do Mar da Irlanda na ilha de Anglesey. A tartaruga foi recolhida ao Zoológico Marinho de Anglesey, onde sua saúde foi avaliada. Uma fêmea juvenil foi encontrada na costa de Sussex em 2020. A tartaruga-oliva também é encontrada no leste do Oceano Pacífico, das ilhas Galápagos e no Chile, ao norte do Golfo da Califórnia, e ao longo da costa do Pacífico até pelo menos o estado de Oregão, nos Estados Unidos. Os movimentos migratórios foram estudados com menos intensidade nas tartarugas-oliva do que em outras espécies de tartarugas marinhas, mas acredita-se que usem as águas costeiras de mais de 80 países. Historicamente, esta espécie foi considerada como a tartaruga marinha mais abundante do mundo. Mais de um milhão delas foram capturadas comercialmente nas costas do México somente em 1968.
As tartarugas do Pacífico Oriental se distribuem da Baixa Califórnia, no México, ao Chile. Elas nidificam na Costa Rica, no México, na Nicarágua e no norte do Oceano Índico; a colônia de reprodução no México foi listada como ameaçada de extinção nos Estados Unidos em 28 de julho de 1978. A população do Pacífico no México foi estimada em pelo menos 10 milhões antes da era da exploração em massa. Mais recentemente, a população global de fêmeas nidificantes anuais foi calculada em apenas dois milhões em 2004, e foi reduzida para 852 550 em 2008. Isso indicou uma diminuição dramática de 28 a 32% na população global em apenas uma geração (ou seja, 20 anos).

### Áreas de nidificação

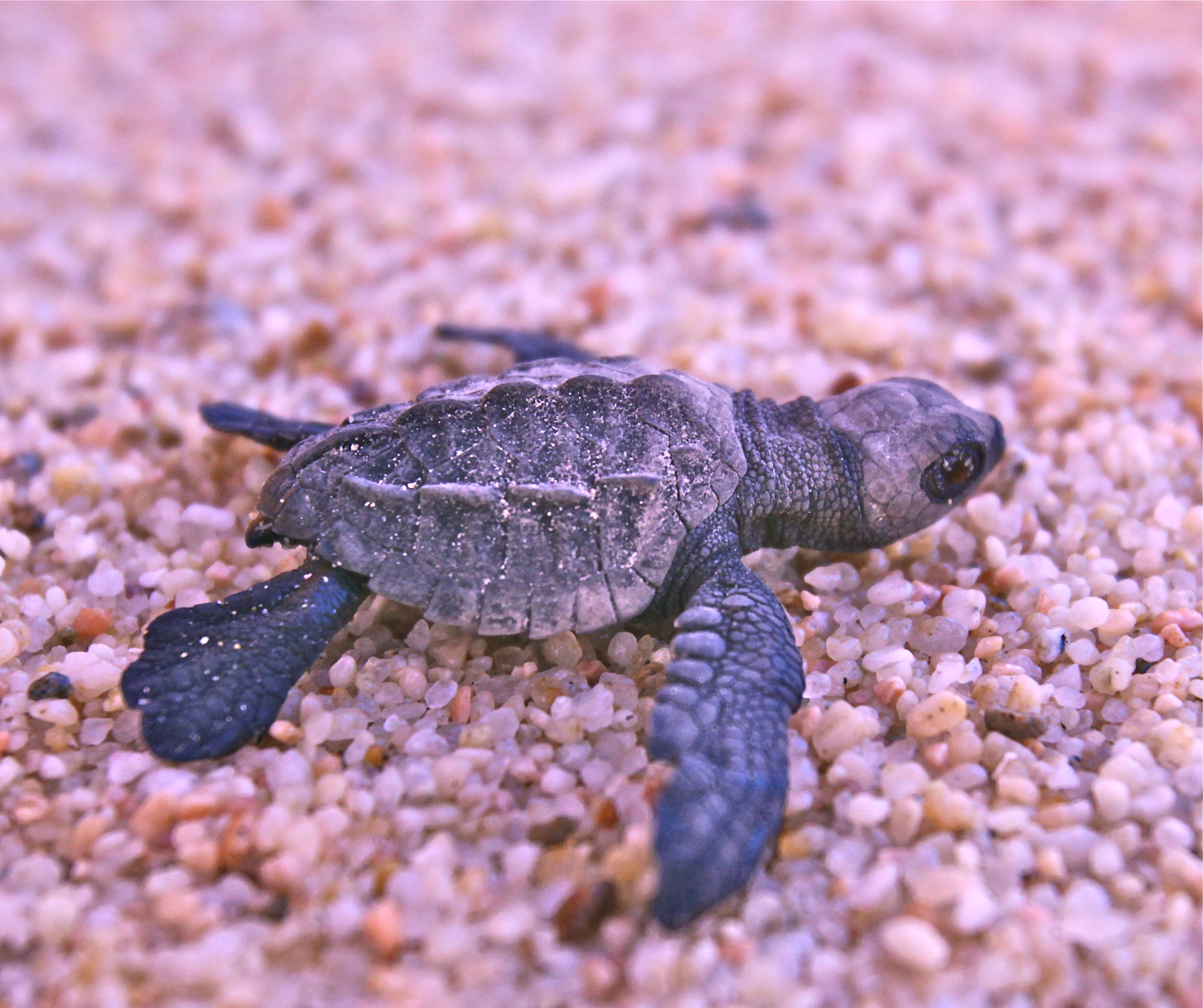
Filhote de tartaruga-oliva

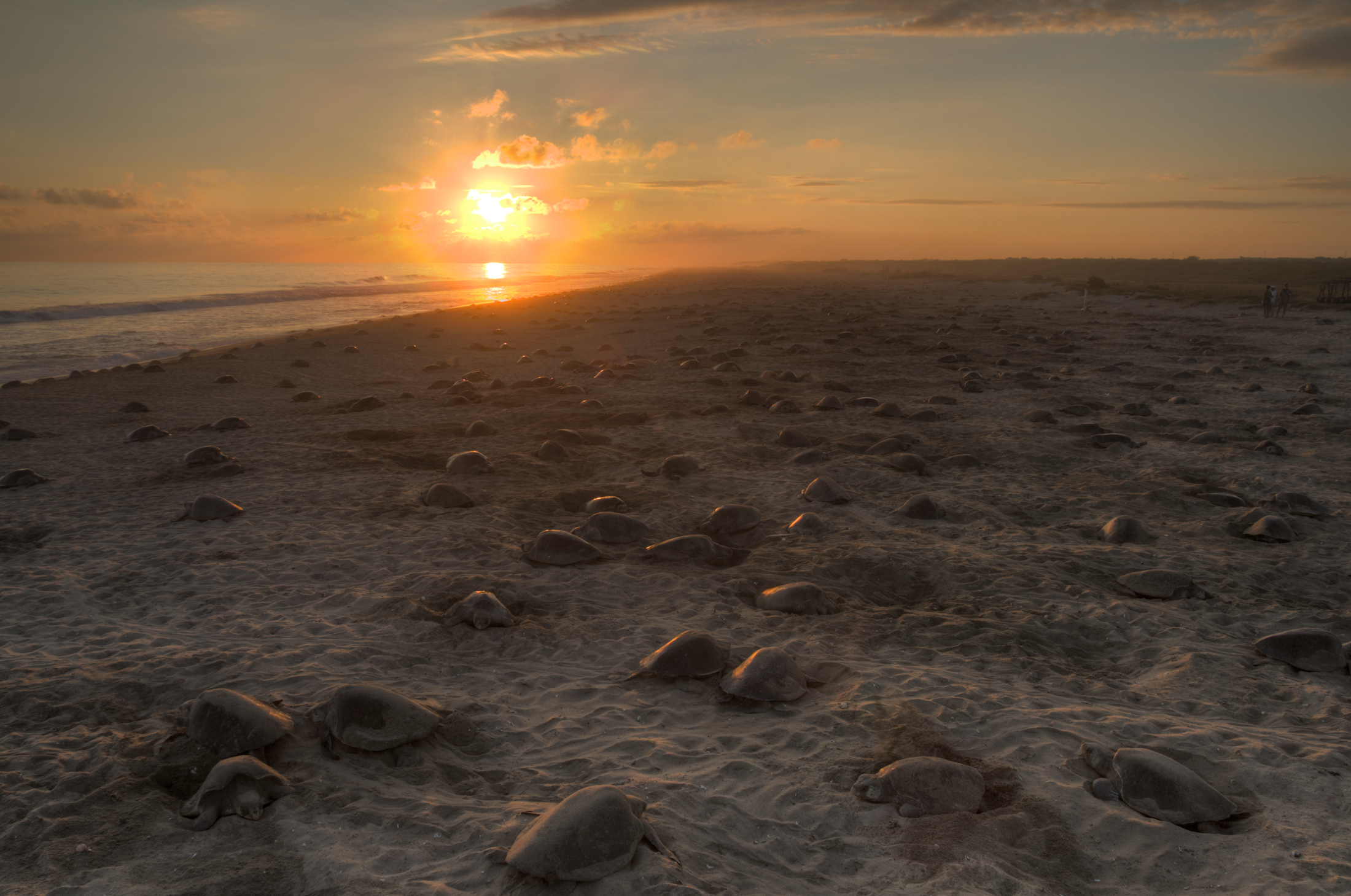
Postura de ovos

As tartarugas-oliva exibem dois comportamentos diferentes de nidificação: a nidificação solitária é mais prevalente, e a nidificação em massa sincronizada, denominada arribada. As fêmeas retornam à mesma praia de onde eclodiram para desovar. Colocam seus ovos em ninhos cônicos com cerca de meio metro de profundidade, que escavam laboriosamente com as nadadeiras traseiras. No Índico, a maioria nidifica em duas ou três grandes grupos perto de Gairmata, em Orissa, na Índia. A costa de Orissa é um dos maiores locais de nidificação em massa da tartaruga-oliva, juntamente com as costas do México e da Costa Rica. Em 1991, mais de 600 mil tartarugas nidificaram ao longo da costa de Orissa em uma semana. A nidificação solitária também ocorre ao longo da costa de Coromandel e Seri Lanca, mas em locais dispersos. No entanto, as tartarugas-oliva são consideradas uma raridade na maioria das áreas do Índico. Na costa de Angola, no Atlântico, desovam à noite, junto às praias das províncias de Cabinda, Luanda, Namibe e Benguela, entre os meses de setembro a março.
As nidificações também são raras no Pacífico Ocidental e Central, com arribadas conhecidas ocorrendo apenas no Pacífico Oriental tropical, na América Central e no México. Na Costa Rica, ocorrem na praia de Nancite e Ostional, e uma terceira praia de arribada parece estar surgindo em Corozalito. Duas praias de arribada ativas estão localizadas na Nicarágua, em Chacocente e La Flor, com uma praia de arribada menor de situação desconhecida na costa do Pacífico do Panamá. Historicamente, as arribadas aconteceram em várias praias do México, mas nas atuais arribadas só são observadas em Praia de Escobilha e Morro Ayuda em Oaxaca, e Ixtapilla em Michoacão. Embora as tartarugas-oliva sejam famosas pelas suas arribadas, a maioria das praias de nidificação conhecidas são frequentadas apenas por fêmeas que nidificam solitárias e suportam uma quantidade relativamente pequena de 100 a 3 mil ninhos. A contribuição global das fêmeas nidificantes solitárias à população pode ser subestimada pela comunidade científica, uma vez que a taxa de sucesso de eclosão dos ninhos nas praias da arribada é geralmente baixa, mas relativamente alta nas praias solitárias. A nidificação isolada também ocorre esporadicamente.

### Campos de forrageamento
Alguns dos campos de forrageamento da tartaruga-oliva perto do sul da Califórnia estão contaminados devido ao esgoto, escoamento agrícola, pesticidas, solventes e descargas industriais. Esses contaminantes demonstraram diminuir a produtividade da comunidade bentônica, o que afeta negativamente essas tartarugas, que se alimentam dessas comunidades. A crescente demanda para construir marinas e docas perto da Baixa Califórnia e do sul da Califórnia também está afetando negativamente as tartarugas-oliva nessas áreas, onde mais petróleo e gasolina serão liberados nesses habitats sensíveis. Outra ameaça para essas tartarugas são as usinas de energia, que documentaram casos de tartarugas juvenis e subadultas sendo aprisionadas pelos sistemas de resfriamento com água salgada.

## Ecologia e comportamento

### Reprodução

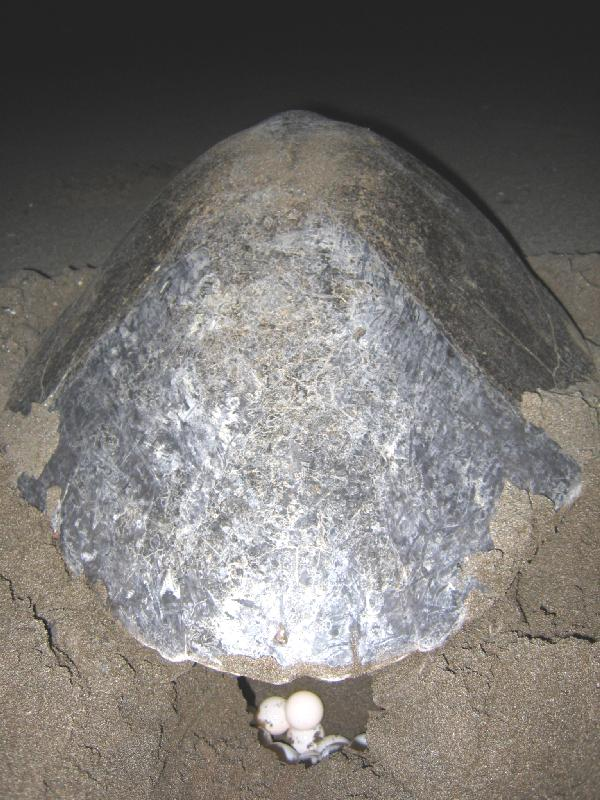
Uma fêmea pondo ovos

Supõe-se que o acasalamento dessas tartarugas ocorra nas proximidades das praias de nidificação, mas pares copulando já foram relatados a mais de mil quilômetros da praia mais próxima. Pesquisas na Costa Rica revelaram que o número de casais copulando observados perto da praia não pode ser responsável pela fertilização das dezenas de milhares de fêmeas grávidas, então acredita-se que uma quantidade significativa de acasalamento tenha ocorrido em outros lugares em outras épocas do ano. As tartarugas-oliva geralmente começam a se agregar perto das praias cerca de dois meses antes da época de nidificação, embora isso possa variar ao longo de sua extensão. No Pacífico Oriental, a nidificação ocorre durante todo o ano, com eventos de nidificação de pico (arribadas) ocorrendo entre setembro e dezembro. As praias de nidificação podem ser caracterizadas como relativamente planas, zona de meia praia e livre de detritos.
A fidelidade a uma praia é comum, mas não absoluta. Eventos de nidificação são geralmente noturnos, mas nidificação diurna tem sido relatada, especialmente durante grandes arribadas. A idade exata da maturidade sexual é desconhecida, podendo ser apenas inferida a partir de dados sobre o tamanho mínimo de reprodução. Por exemplo, o comprimento médio da carapaça das fêmeas nidificantes (n = 251) em Praia Nancite, Costa Rica, foi determinado como 63,3 centímetros, com o menor registrado sendo de 54 centímetros. As fêmeas podem colocar até três ninhadas por temporada, mas a maioria só põe uma ou duas ninhadas. A fêmea permanece perto da costa durante o período de acasalamento, que é de cerca de um mês. O tamanho médio da ninhada varia em toda a sua extensão.
Um tamanho médio de ninhada de 116 (30-168 ovos) foi observado no Suriname, enquanto as fêmeas do Pacífico oriental obtiveram uma média de 105 (74-126 ovos). O período de incubação é geralmente entre 45 e 51 dias em condições naturais, mas pode se estender até 70 dias em condições climáticas ruins. Ovos incubados em temperaturas de 31 a 32 °C produzem apenas fêmeas; ovos incubados a 28 °C ou menos produzem apenas machos; e temperaturas de incubação de 29 a 30 °C produzem uma ninhada de sexo misto.

### Habitat
A maioria das observações desta espécie estão normalmente dentro de 15 quilômetros da costa continental em águas marinhas protegidas e relativamente rasas (22–55 metros de profundidade). As tartarugas-oliva são ocasionalmente encontrados em águas abertas. Os múltiplos habitats e localidades geográficas utilizadas por esta espécie variam ao longo do seu ciclo de vida.

### Alimentação
A tartaruga-oliva é predominantemente carnívora, especialmente em estágios imaturos de seu ciclo de vida. Suas presas animais são principalmente presa protocordados ou invertebrados, que podem ser capturados em águas marinhas rasas ou habitats estuarinos. Suas presas comuns incluem águas-vivas, tunicados, ouriços-do-mar, briozoários, bivalves, caracóis, camarões, caranguejos, lagostas e vermes sipunculídeos. Além disso, o consumo de água-viva e de peixes adultos (ex. Sphoeroides) e ovas de peixes podem ser indicativos de alimentação pelágica (em oceano aberto). A tartaruga-oliva também é conhecida por se alimentar de algas filamentosas em áreas desprovidas de outras fontes de alimento. Estudos de animais em cativeiro indicaram até algum nível de comportamento canibal nesta espécie.

### Ameaças

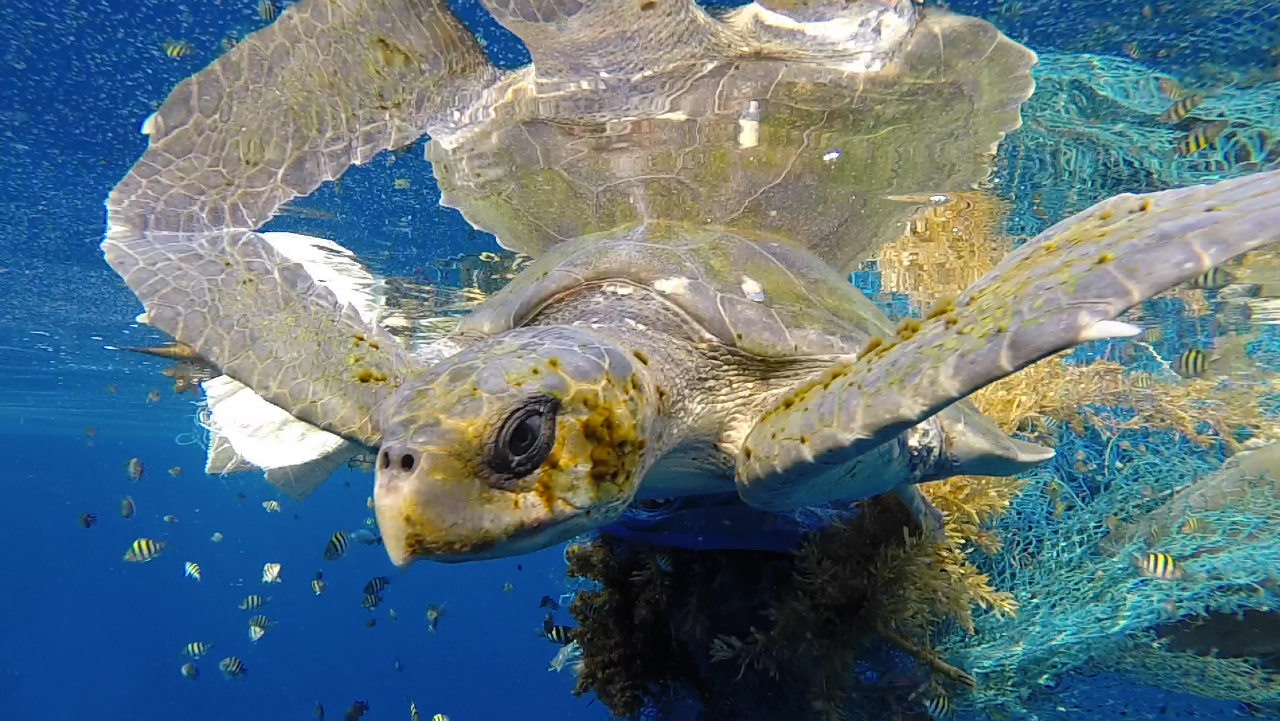
Espécime enredada em uma rede fantasma nas Maldivas

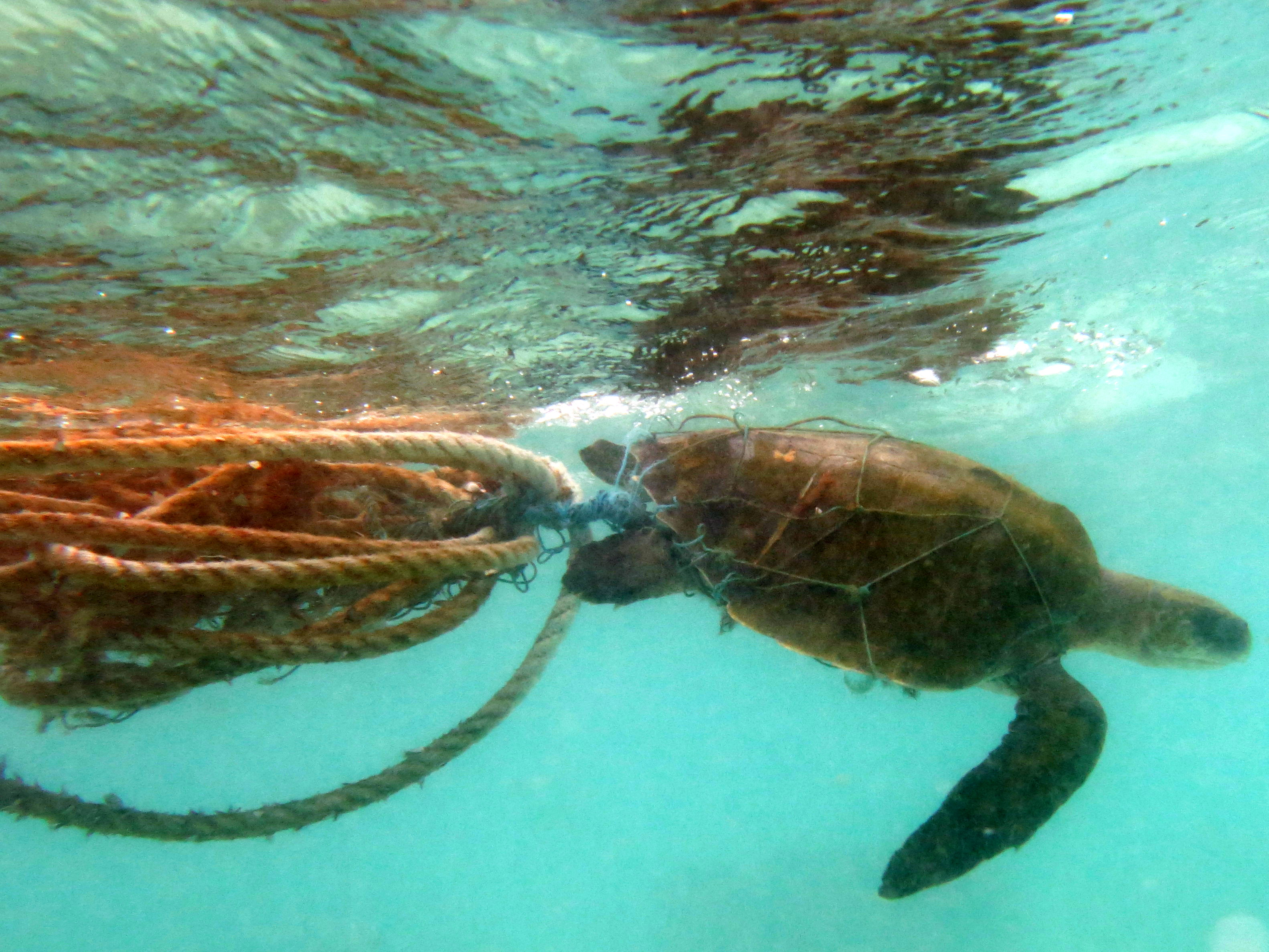
Indivíduo recolhido em uma rede à deriva nas Maldivas

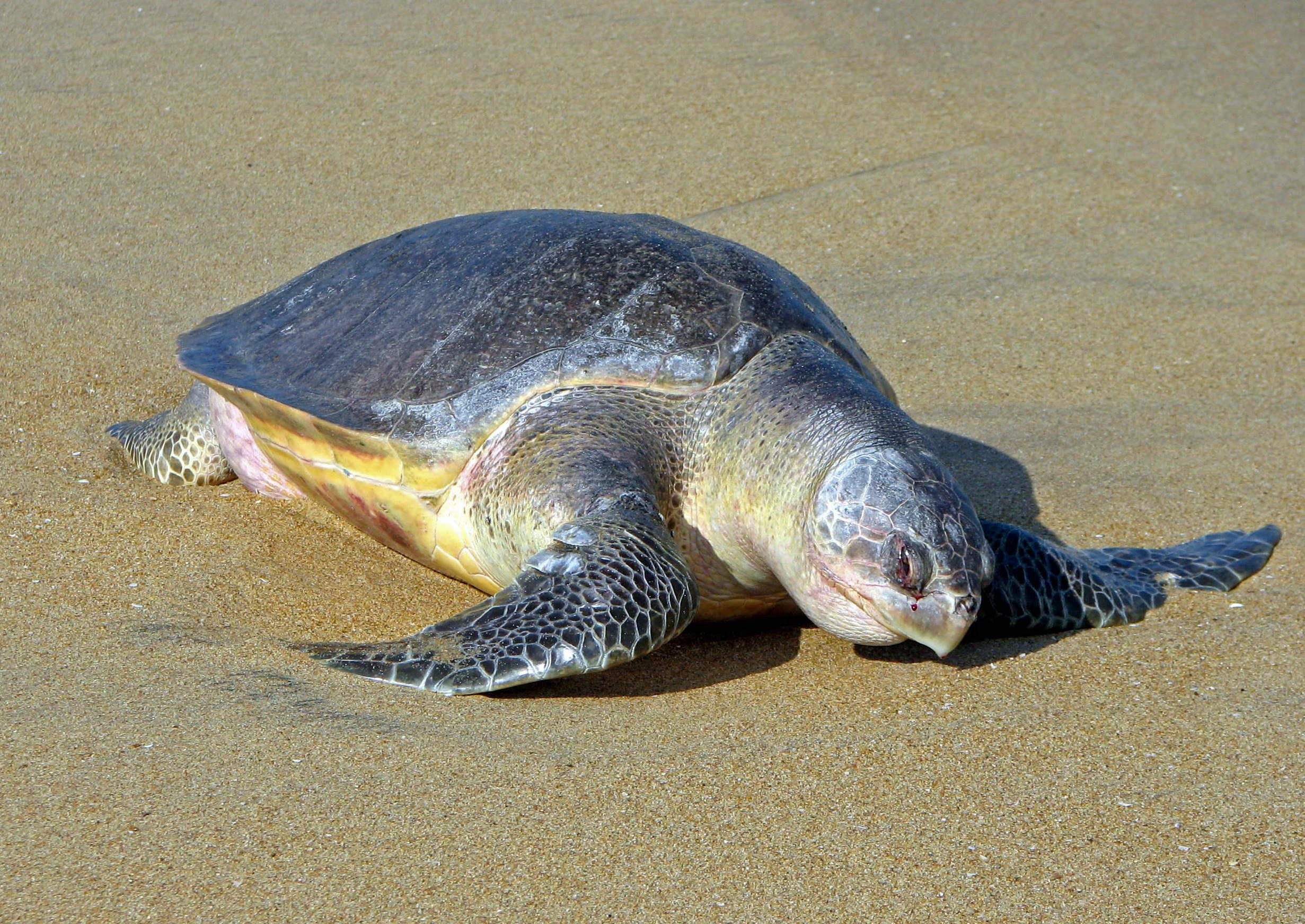
Tartaruga inchada com gases de decomposição na praia de Gairmata, Orissa, Índia

A lista de predadores conhecidos de ovos de tartaruga-oliva inclui guaxinins, coiotes, cães e porcos ferais, gambás, quatimundis, jacarés, caranguejos e cobras. Os filhotes são predados na caminhada até a água por abutres, fragatas, caranguejos, guaxinins, coiotes, iguanas e cobras. Na água, os predadores de filhotes provavelmente incluem peixes oceânicos, tubarões e crocodilos. Os adultos têm relativamente poucos predadores conhecidos, além dos tubarões, e orcas responsáveis por ataques ocasionais. Em terra, as fêmeas nidificantes podem ser atacadas por onças-pintadas (Panthera onca). Notavelmente, a onça-pintada é o único felino com uma mordida forte o suficiente para penetrar no casco de uma tartaruga marinha, que se acredita ser uma adaptação evolutiva do evento de extinção em massa do Holoceno. Em observações de ataques de onça, os felinos consumiram os músculos do pescoço da tartaruga e, ocasionalmente, as nadadeiras, mas deixaram o restante da carcaça da tartaruga para os carniceiros, pois, apesar da força de suas mandíbulas, uma onça ainda não consegue penetrar o casco da tartaruga adulta para atingir os órgãos internos ou outros músculos. Nos últimos anos, observou-se o aumento da predação de tartarugas por onças, talvez devido à perda de habitat e menos fontes alternativas de alimento. As tartarugas marinhas são comparativamente indefesas nessa situação, pois não podem enfiar a cabeça em seus cascos como jabutis e cágados. As fêmeas são frequentemente atacadas por mosquitos durante a nidificação. Os seres humanos ainda são listados como a principal ameaça, devido à coleta insustentável de ovos, abate de fêmeas nidificantes na praia e coleta direta de adultos no mar para venda comercial de carne e couro.
Outras ameaças importantes incluem mortalidade associada às colisões de barcos e capturas acidentais na pesca. Pesca de arrasto, redes de emalhar, redes fantasmas, pesca com palangre e pesca com armadilhas afetam significativamente as populações de diversas tartarugas marinhas. Entre 1993 e 2003, mais de 100 mil tartarugas-oliva foram encontradas mortas em Orissa, na Índia, devido às práticas relacionadas à pesca. Além disso, o emaranhamento e a ingestão de detritos marinhos são listados como uma grande ameaça para esta espécie. Desenvolvimento de cidades costeiras, desastres naturais, mudanças climáticas e outras fontes de erosão costeira também foram citados como ameaças potenciais aos locais de nidificação. Além disso, o desenvolvimento costeiro ameaça as tartarugas recém-nascidas pela poluição luminosa.
A maior causa única de perda de ovos de tartaruga-oliva, no entanto, resulta de arribadas, em que a densidade de fêmeas de nidificação é tão alta que os ninhos previamente colocados são inadvertidamente desenterrados e destruídos por outras fêmeas. Em alguns casos, os ninhos acabam sendo contaminados por bactérias ou outros patógenos. Por exemplo, em Praia Nancite, na Costa Rica, apenas 0,2% dos 11,5 milhões de ovos produzidos em uma única arribada eclodiram com sucesso. Embora parte dessa perda tenha resultado de predação e marés altas, a maioria foi atribuída a danos coespecíficos, pela destruição involuntária dos ninhos existentes. O quanto as arribadas contribuem para o status da população de tartarugas-oliva criou um debate entre os cientistas. Muitos acreditam que a produção reprodutiva massiva desses eventos de nidificação é fundamental à manutenção das populações, enquanto outros acreditam que as tradicionais praias da arribada estão muito aquém de seu potencial reprodutivo e provavelmente não sustentam os níveis populacionais.

## Importância econômica

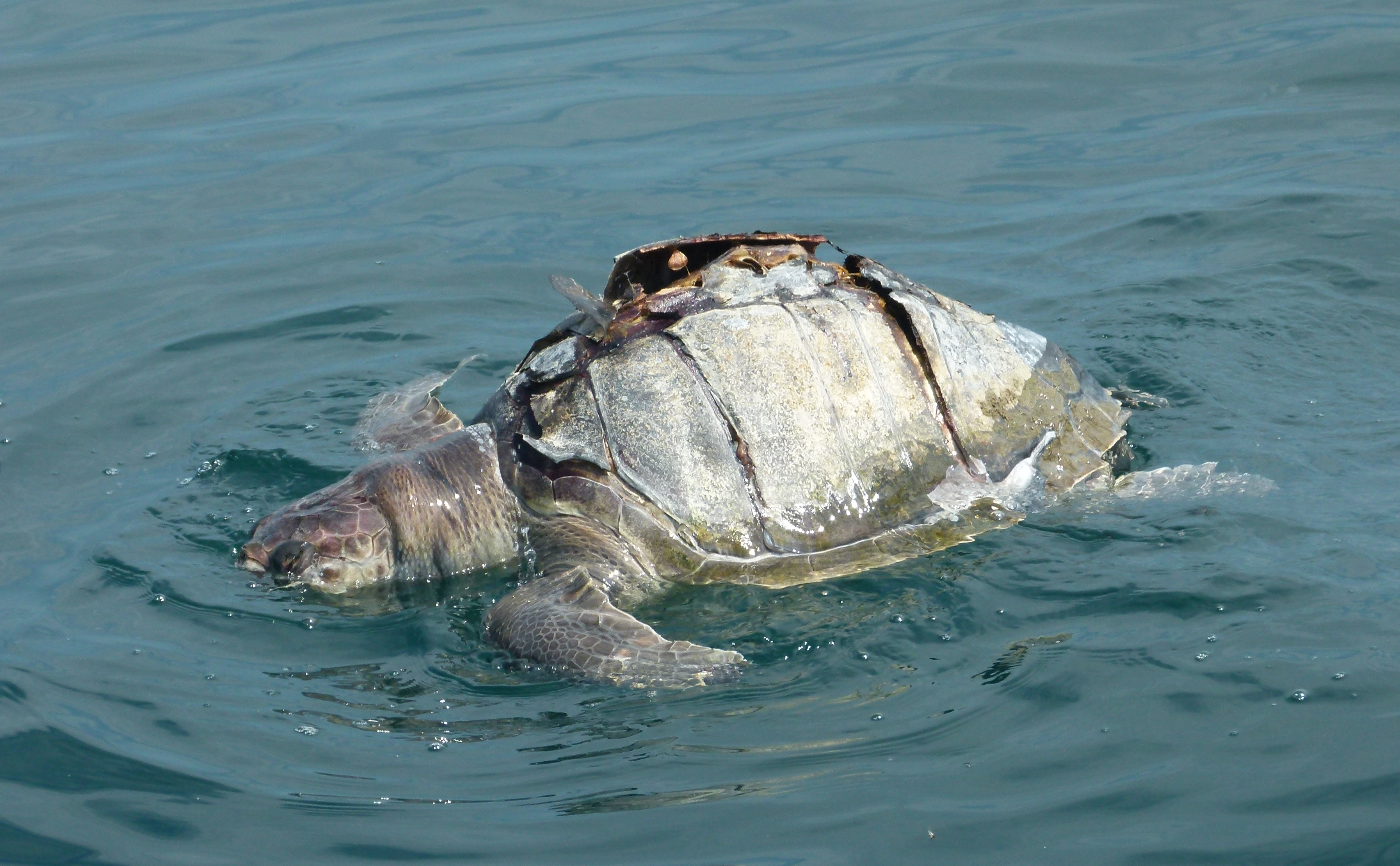
Cadáver flutuando no Mar Arábico, possivelmente morto por uma hélice de barco

Historicamente, a tartaruga-oliva tem sido explorada para alimentação, isca, óleo, couro e até como fertilizante. A carne não é considerada uma iguaria; o ovo, no entanto, é consumido em muitos lugares. A coleta de ovos é ilegal na maioria dos países onde as tartarugas-oliva nidificam, mas essas leis raramente são aplicadas. A coleta de ovos tem potencial de contribuir às economias locais, de modo que a prática única de permitir uma coleta de ovos sustentável (legal) foi tentada em várias localidades. Numerosos estudos de caso têm sido realizados em praias de arribadas para investigar e compreender as questões socioeconômicas, culturais e políticas da coleta. Destes, a coleta legal de ovos em Ostional, Costa Rica, tem sido vista por muitos como biologicamente sustentável e economicamente viável. Desde que a coleta de ovos se tornou legal em 1987, os moradores locais conseguiram coletar e vender cerca de três milhões de ovos anualmente. Estão autorizados a coletar ovos durante as primeiras 36 horas do período de nidificação, pois muitos desses ovos seriam, de outra forma, destruídos por fêmeas de nidificação posteriores. Mais de 27 milhões de ovos não são colhidos e os moradores locais têm desempenhado um grande papel na proteção desses ninhos, aumentando o sucesso da eclosão. A maioria das famílias participantes relatou a coleta de ovos como sua atividade mais importante, e os lucros obtidos foram superiores às outras formas de emprego disponíveis, além do turismo. O preço dos ovos de Ostional foi intencionalmente mantido baixo para desencorajar a coleta ilegal de ovos de outras praias. O projeto Ostional reteve mais lucros locais do que projetos similares de coleta de ovos na Nicarágua.

## Conservação

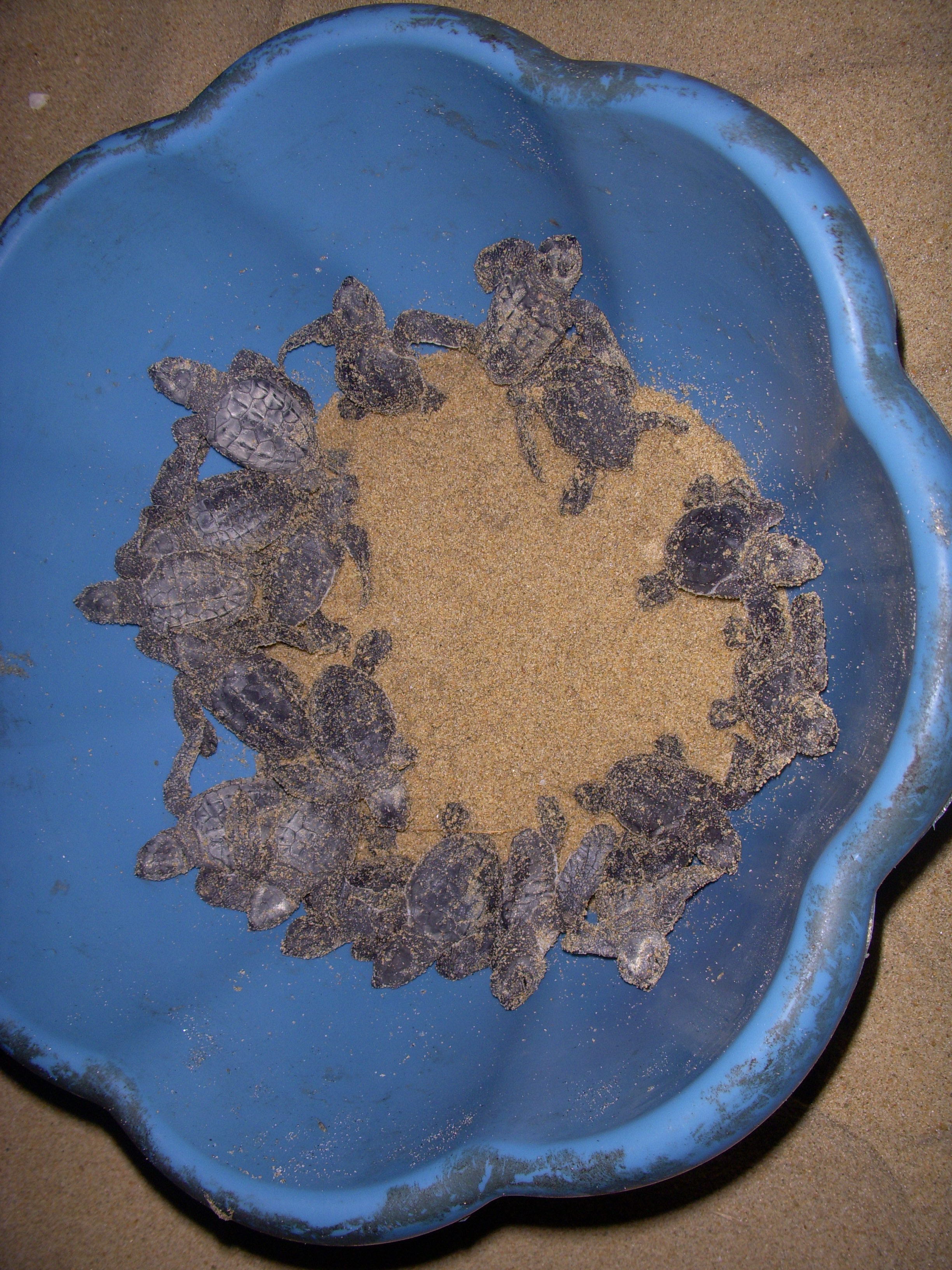
Filhotes em Chenai

A tartaruga-oliva é classificada como vulnerável de acordo com a União Internacional para a Conservação da Natureza (UICN / IUCN), e está listada no Apêndice I da Convenção sobre o Comércio Internacional das Espécies Silvestres Ameaçadas de Extinção (CITES). Essas listagens foram em grande parte responsáveis por interromper a exploração comercial em larga escala e o comércio de couro. A Convenção de Bona sobre Espécies Migratórias (CMS) e a Convenção Interamericana para a Proteção e Conservação das Tartarugas Marinhas também forneceram proteção às tartarugas-oliva, levando a uma maior conservação e manejo. As listagens nacionais para esta espécie variam de em perigo a ameaçadas, mas a aplicação de sanções globais não teve sucesso na maioria das vezes. Especificamente no Brasil, foi classificada como em perigo na Lista de Espécies da Fauna Ameaçadas do Espírito Santo; em 2010, sob a rubrica de "dados insuficientes" no Livro Vermelho da Fauna Ameaçada no Estado do Paraná; em 2011, como em perigo na Lista das Espécies da Fauna Ameaçada de Extinção em Santa Catarina; em 2014, como em perigo na Lista das Espécies da Fauna Ameaçadas de Extinção no Rio Grande do Sul, no Livro Vermelho da Fauna Ameaçada de Extinção no Estado de São Paulo e na Portaria MMA N.º 444 de 17 de dezembro de 2014; em 2017, como em perigo na Lista Oficial das Espécies da Fauna Ameaçadas de Extinção do Estado da Bahia; e em 2018, como em perigo no Livro Vermelho da Fauna Brasileira Ameaçada de Extinção do Instituto Chico Mendes de Conservação da Biodiversidade (ICMBio). Mas, segundo o Ministério do Meio Ambiente (MMA), classifica como vulnerável.
Os programas de conservação mais bem sucedidos da tartaruga-oliva têm contado com programas nacionais coordenados com comunidades locais e organizações não governamentais, que se concentram principalmente em divulgação e educação pública. A gestão das arribadas também desempenhou um papel crítico na conservação das tartarugas-oliva. Um grande projeto na Índia envolvido na preservação da população de tartarugas-oliva foi realizado em Chenai, onde a equipe de vida selvagem de Chenai coletou cerca de 10 mil ovos ao longo da costa da marina, dos quais 8 834 filhotes foram liberados ao mar de maneira faseada.